# Zorn

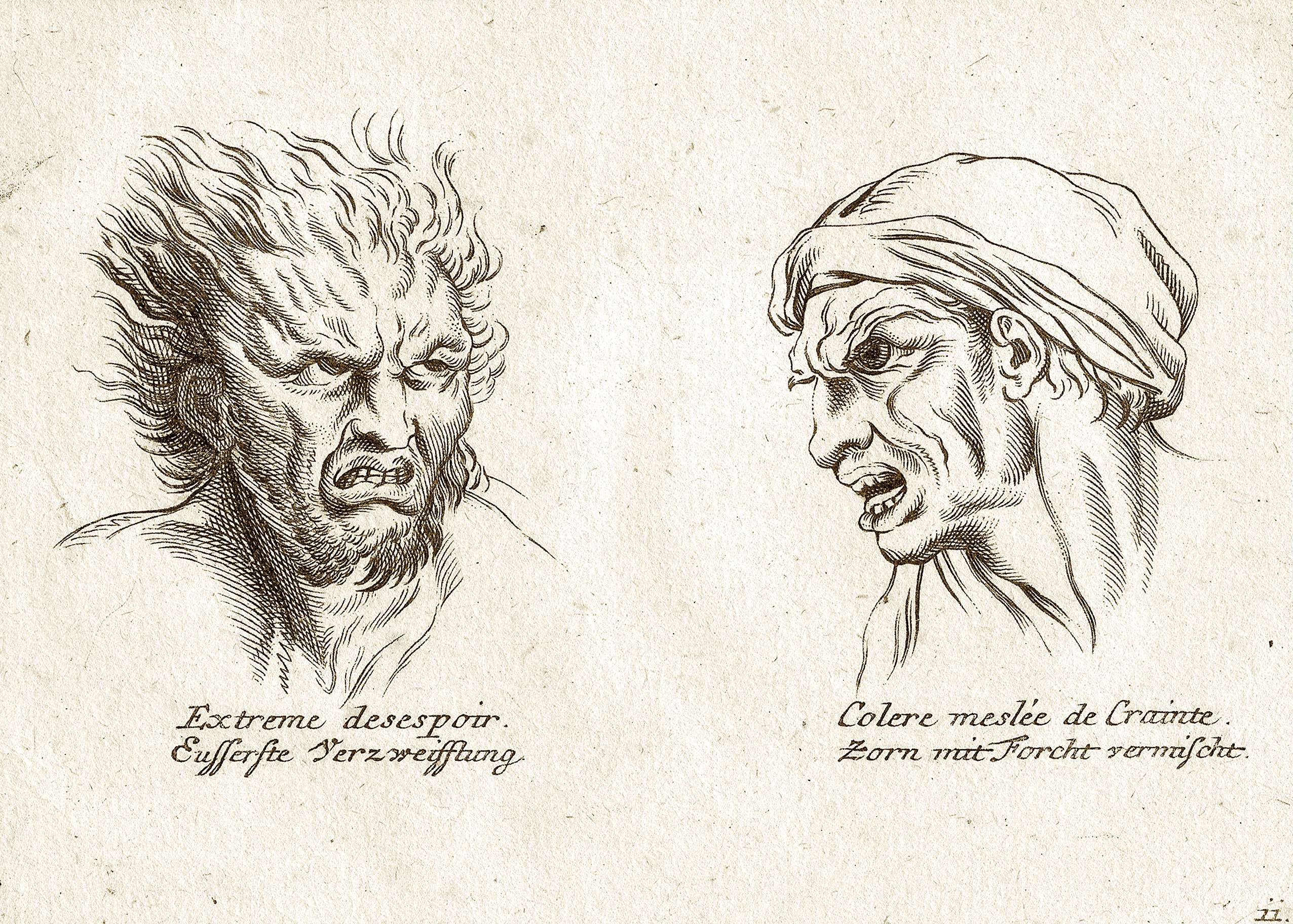
Beispiele für einen zornigen Gesichtsausdruck (um 1800)

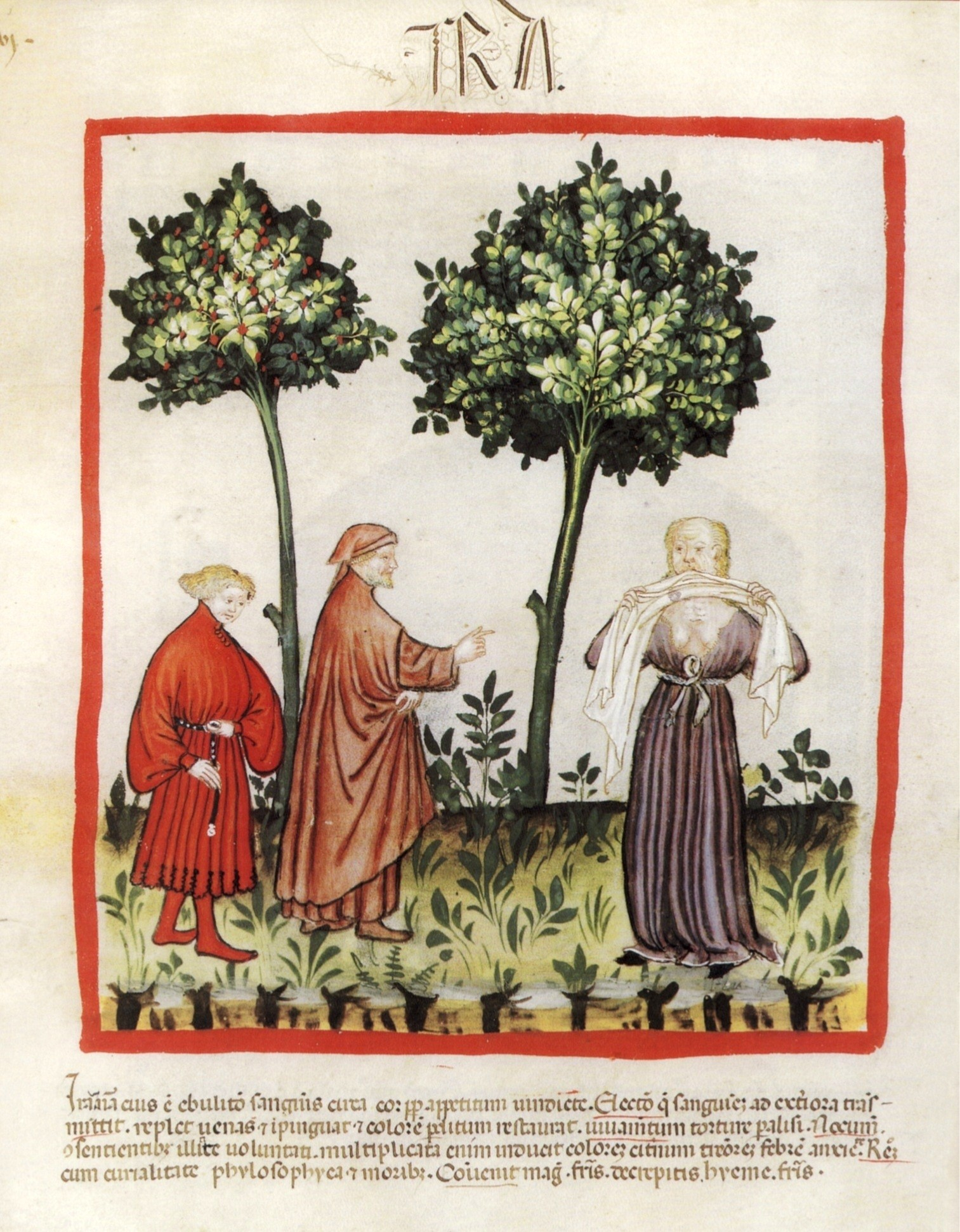
Ira (Zorn). Miniatur aus dem Tacuinum Sanitatis (Vindob. Ser. n. 2644, fol. 98 v., um 1390)

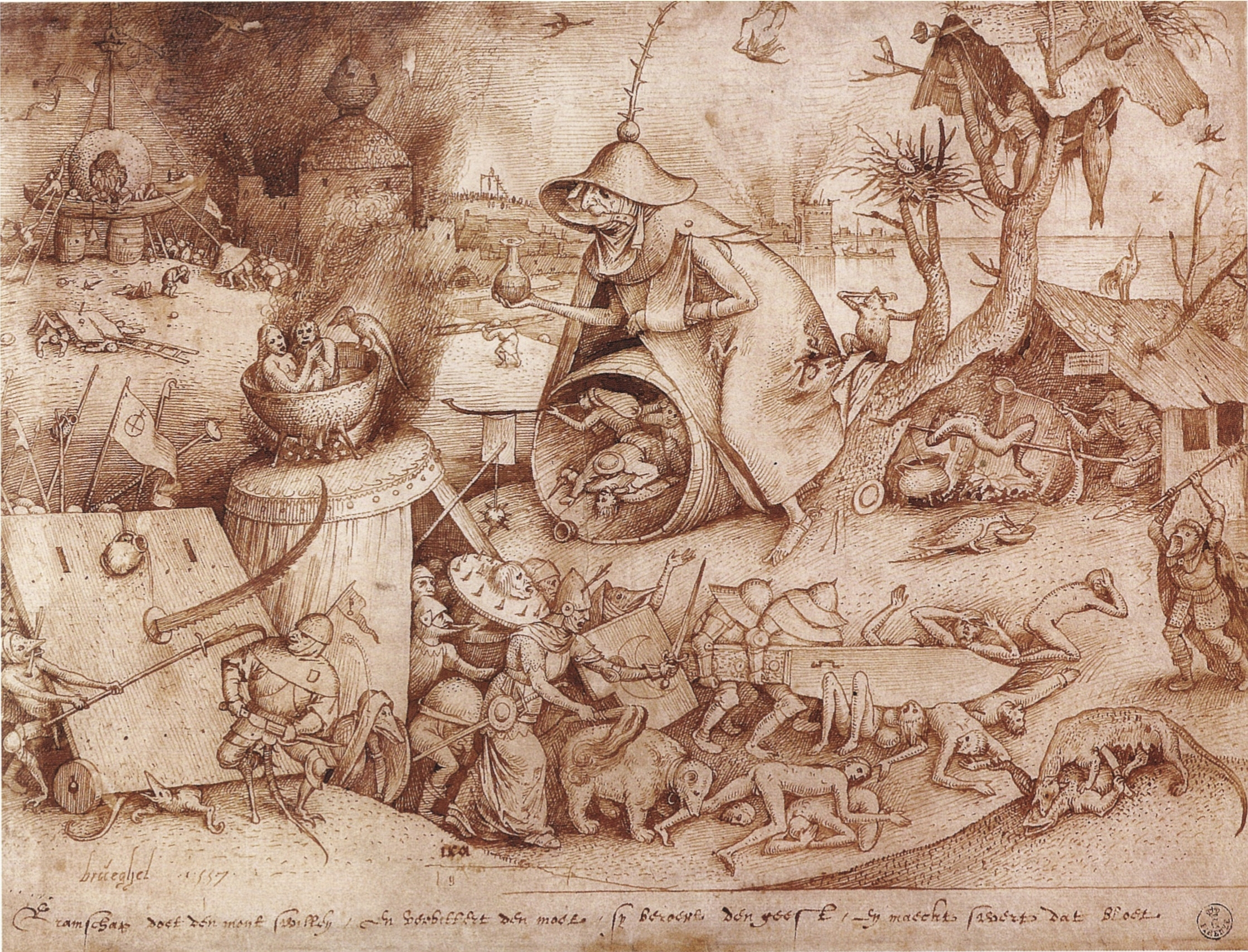
Zorn als Todsünde. Stich nach einer Zeichnung Pieter Brueghels des Älteren (1557)

Der Zorn (lateinisch ira) ist ein elementarer Zustand starker emotionaler Erregung (Affekt) mit unterschiedlich aggressiver Tendenz, der zum Teil mit vegetativen Begleiterscheinungen verknüpft ist (vgl. Wut).
Der Begriff existiert bereits im Mittelhochdeutschen/Althochdeutschen zorn; westgermanisch turna. Das Wort ist seit dem 9. Jahrhundert belegt.

## Etymologie
Das nur im Singular gebräuchliche, seit dem 9. Jahrhundert im Deutschen belegte Wort Zorn (als „Kampfesmut“ oder „Bereitschaft zum Streit“ übersetzbar) geht auf eine indogermanische Wurzel *der- mit Bedeutung „scheiden, spalten“ zurück und ist verwandt mit altgriechisch δἦρις Wettstreit, Streit vor Gericht, Wettkampf, Kampf und deutsch zerren (im Sinne von „auseinanderziehen, ziehen“). Die verbale Ableitung zürnen ist seit dem 11. Jahrhundert greifbar.

## Genauere Definition
Einerseits tritt Zorn als heftiger Ärger, wutähnlicher Affekt, als Jähzorn oder als Zornesausbruch (im Sinne einer Affektinkontinenz) auf, der zu unkontrollierten Handlungen oder Worten führen kann. Der Zorn erscheint dann als Beherrscher des Menschen, der seinerseits seine Gefühlsregungen nicht mehr kontrolliert. Andererseits tritt Zorn als anhaltendes, gerecht erscheinendes „Zürnen“ auf (auch als Groll, veraltet Grimm oder stärker Ingrimm bezeichnet). Bekannte Formen sind Bauernzorn, Bürgerzorn, Volkszorn, Wählerzorn; Götterzorn, Zorn Gottes.
Im Vergleich zur Wut entzündet sich der Zorn vornehmlich an falsch oder ungerecht empfundenen Verhaltensweisen oder Verhältnissen und hat zum Ziel, diese zu verändern oder gemäß der eigenen Ansichten oder Bedürfnisse zu manipulieren. Wut kann auch ziellos auftreten und unkontrolliert nach allen Seiten explodieren. Der Wut geht im Gegensatz zum Zorn eine Kränkung voraus (etwa eine zutiefst ungerechte Behandlung), die den auf Vergeltung oder Genugtuung gerichteten Erregtheitszustand psychologisch speist. Beim Zorn hingegen speist sich die Erregtheit eher zum Beispiel aus der Versagung eines Anspruchs oder Bedürfnisses (etwa das zornige Kind, das eine Süßigkeit nicht bekommen hat; zornige Eltern, denen der Respekt verwehrt wurde; Menschen, die sich über Verhältnisse oder Planungen erzürnen). Das Ziel ist hier weniger die Vergeltung, sondern der deutliche Ausdruck von Unmut und Unzufriedenheit. Ein weiterer Erregtheitszustand ist die Empörung, die einen Verstoß z. B. gegen eine allgemeine Sittlichkeit zum Anlass für eine emotionale Reaktion hat.
Aristoteles zählt Zorn zu seinen elf Grundgefühlen. Am einflussreichsten für das Verständnis des Zorns waren schon seit der Antike die Beobachtungen von Aristoteles in seiner Rhetorik, Buch II, wo er den Zusammenhang von erlittener Herabsetzung (Kränkung) und dem drängenden Wunsch nach Vergeltung derselben herausstellt. Nach Ansicht des US-amerikanischen Psychologen Paul Ekman (* 1934) gehört der Zorn zur Ausdrucksfamilie des Ärgers; nach Caroll Izard (* 1924) handelt es sich dabei um eine von zehn Basisemotionen. Einschränkend muss erwähnt werden, dass das Konzept der Basisemotionen in der psychologischen Forschung umstritten ist und keine Übereinstimmung herrscht, wie viele und welche Emotionen grundlegend sind und warum sie dies sein sollten. Hier wird anstelle von Zorn in gleicher Bedeutung auch von Ärger oder Wut gesprochen.
Eine besondere Form ist der heilige Zorn. Letzterer ist ein gerechter Zorn über etwas eindeutig Ungerechtes. Der heilige Zorn richtet sich nicht gegen Menschen. Im Idealfall führt er dazu, sich nicht nur über eine ungerechte Sache zu ärgern, sondern sich dafür einzusetzen, sie zu beseitigen. Sie deutlich zu benennen, aktiv zu werden und selbst barmherzig zu handeln oder andere zum Handeln zu bewegen. Heiliger Zorn kann also wertvoll sein, weil er Energien freisetzt, die dazu beitragen können, etwas zu verändern. Der Ärger wird beim heiligen Zorn in positive Energie umgewandelt. Das unterscheidet ihn von seinem alltäglichen Bruder.

## Kulturgeschichte
In der Ilias des Homer ist der Zorn des Achill ein wichtiges Motiv. Die eigentliche Grundstimmung Achilles’ ist jedoch achos (altgriechisch ἄχος), der drückende, quälende Schmerz.
Eine besondere Rolle räumt Laktanz in seiner Schrift De ira dei dem Zorn Gottes ein. In Abgrenzung zu den fernen und leidenschaftslosen Göttern bei Epikur und der Stoa sei der Zorn des christlichen Gottes, der straft und droht, eine Voraussetzung für die Gottesfurcht, die wiederum Voraussetzung für alle Religion sei. Die Religion ihrerseits ist laut Laktanz die Grundlage von Weisheit und Gerechtigkeit (De ira dei, 12). Gott wäre auch nicht Garant der guten Weltordnung, wenn er ob der Missetaten der bösen Menschen nicht erzürnen würde.
Moralisch galt der Zorn als Sünde, im Gegensatz zum in christlichen Moraltheologie als „gerecht“ geltenden Zorn Gottes. In der christlichen Theologie zählt Zorn zu den „Sieben Hauptlastern“. Er wird in der abendländischen Kunst entsprechend allegorisch dargestellt.